# Carcerand
Un carcerand és una estructura macrocíclica que funciona com amfitrió o hoste d'una molècula convidada que queda atrapada al seu interior sense possibilitat de fugir ni a altes temperatures.
El terme «carcerand» prové del llatí carcer, -ĕris, ‘càrcer’, ‘presó’. Fou un terme encunyat el 1983 pel químic estatunidenc Donald J. Cram (1919–2001) de la Universitat de Califòrnia a Los Angeles, guardonat amb el Premi Nobel de Química l'any 1987.
Els sistemes hoste-convidat de carcerands, anomenats carceplexes, es formen durant la seva síntesi; una vegada que es forma un carceplex, el convidat queda atrapat com si està dins d'un càrcer o presó, i no pot sortir sense trencar els enllaços covalents de l'hoste. Cram definí una quantitat anomenada unió constrictiva, derivada de la força mecànica que impedeix l'escapada dels convidats. La unió constrictiva en carceplexes és alta.